# Bibliographie sur l'abbaye de Sainte-Marie-au-Bois
Sainte-Marie-au-Bois est une ancienne abbaye de l'ordre des chanoines réguliers de Prémontré, située sur la commune de Vilcey-sur-Trey, Meurthe-et-Moselle, France.

## Sources manuscrites, fonds d'archives
- Chartes relatives à Sainte-Marie-au-Bois, Archives départementales de Meurthe-et-Moselle : H 1094 à H 1199

## Sources imprimées,XVIIIeetXIXesiècles(jusqu'en 1914)
- Dom Calmet, Histoire de Lorraine, tome 2, Nancy, chez A. Leseure, 1748, col. 403-405
- Dom Calmet, Histoire de Lorraine, tome 5, Nancy, chez A. Leseure, 1745, col. clix-clx
- Dom Augustin Calmet, « Des abbés de Sainte-Marie-aux-Bois, ou de Pont-à-Mousson, ordre de Prémontré », dans Histoire ecclésiastique et civile de Lorraine, qui comprend ce qui s'est passé de plus mémorable dans l' archevêché de Trèves, et dans les évêchés de Metz, Toul et Verdun, depuis l'entrée de Jules César dans les Gaules jusqu'à la mort de Charles V, duc de Lorraine, arrivée en 1690, chez Jean-Baptiste Cusson, Nancy, tome 3, 1728, col. CXXXVII-CXL (lire en ligne)
- Victor de Civry (d), Les Ruines lorraines, chroniques monumentales, par Victor de Civry. I. Sainte-Marie-Aux-Bois (Meurthe). - Nancy, Vagner : 1845. - In-8°, 103 p., pl.
- Auguste Digot, L'abbaye de Sainte-Marie-au-bois, dessins par M. Chatelain (Bull. Soc. d'archéol. lorraine, 1857, 1, t.7, pp. 315-327 ; avec 4 p. de pl. entre les pp. 314 et 315)
- J. Favier, Note sur l'obituaire de Sainte-Marie-au-bois, Bulletin mensuel de la Société d'Archéologie Lorraine et du Musée Lorrain, mai 1913, p. 102-111
- Charles-Louis Hugo (Abbé d'Étival), Sacri et canonici ordinis praemonstratensis annales, Nanceii : ap. J.B. Cusson et A.D. Cusson, 1734-1736, 2 vol.
- Henry Poulet, Vieilles abbayes de Lorraine, Sainte-Marie-au-Bois, Revue Lorraine Illustrée, 1912, p. 73-85
- L. Robert, Marques de tâcherons de l'Abbaye de Sainte-Marie-au-bois, Journal de la Société d'archéologie et du Comité du Musée lorrain, 49e année, 1900, p. 52-54

## Sources imprimées, de 1900 à nos jours
- Grégoire André, Restauration et résurrection de l'abbaye de Sainte-Marie-au-Bois /ss la dir. de Vincent Bradel. - 1995. - (TFPE, Travaux personnels de fin d'étude, déposé à la Médiathèque de l'École d'Architecture de Nancy)
- Manuel Bazaille, Articles consacrés aux abbés de Sainte-Marie-aux-Bois (revue "Nos Villages lorrains", Pagny-sur-Moselle)
- Hubert Collin, Les Églises romanes de Lorraine. Tome 4, Dictionnaire des édifices, Saint-Ail à Zelling, Nancy, Société d'archéologie de Lorraine, 1986
- Hubert Collin, Fondation d'une abbaye lorraine au XIIe siècle : l'exemple de Sainte-Marie-au-Bois in : Les Prémontrés et la Lorraine  XIIe – XVIIIe siècle, XXIIIe colloque du Centre d'études et de recherches prémontrées, sous la direction de Dominique-Marie Dauzet et Martine Plouvier, Beauchesne, Paris, 1998
- Sophie Crançon, Lorraine : la découverte du paysage gallo-romain, (Archéologia, N° 391, juillet-août 2002, pp. 40-45), [sur la découverte d'un parcellaire médiéval dans la forêt de Sainte-Marie-au-Bois]
- Pierre Lallemand, Les Prémontrés : Pont-à-Mousson, Sarreguemines, Pierron, 1990,  (ISBN 2708500813)
- Hans-Günther Marschall, Rainer Slotta, Lorraine romane, Zodiaque, 1984, Collection La nuit des temps, 61,  (ISBN 2-7369-0000-6), page 54
- Michel Mazerand, Histoire de l'Abbaye de Sainte-Marie-au-Bois. - (Pays lorrain, 1986, pp. 111-127)
- Michel Mazerand, L'Abbaye de Sainte-Marie-au-Bois : architecture et sculpture.- (Pays lorrain, 1987, pp. 5-20)
- Michel Parisse, Les chanoines réguliers en Lorraine : fondation, expansion XIe – XIIe siècles, Annales de l'Est, 1968, p. 347-388
- Heribert Reiners et Wilhelm Ewald, Kunstdenkmäler zwischen Maas und Mosel, München, F. Bruckmann, 1921, p. 32-37
- Rainer Slotta, Romanische Architektur im lothringischen Département Meurthe-et-Moselle, Bonn, R. Habelt, 1976,  (ISBN 3-7749-1317-X)